# Отец года
«Отец года» (англ. Goodrich, букв. перевод — «Гудрич») — американская комедийная драма сценариста и режиссёра Холли Мейерс-Шайер. Главные роли исполнили Майкл Китон и Мила Кунис. Премьера состоялась 8 октября 2024 года в Лос-Анжелесе. В США фильм вышел в прокат 18 октября 2024 года, в России — 7 ноября 2024 года.

## Сюжет
После того, как его вторая жена уходит от него и попадает в 90-дневную реабилитационную программу, лос-анджелесский арт-дилер Энди Гудрич обращается к своей взрослой беременной дочери Грейс за помощью в воспитании девятилетних близнецов.

## В ролях
- Майкл Китон — Энди Гудрич
- Мила Кунис — Грейс Гудрич
- Энди Макдауэлл
- Кармен Эджого
- Кевин Поллак
- Майкл Юри
- Лаура Бенанти
- Дэнни Деферрари
- Джеки Сэндлер
- Пурна Джаганнатхан
- Вивьен Лира Блэр

## Производство
О начале работы над фильмом стало известно в мае 2019 года. Режиссёром и автором сценария выступит Хэлли Мейерс-Шайер, а продюсером — Эми Паскаль. Майкл Китон получил главную роль Энди Гудрича. В марте 2023 года Мила Кунис присоединилась к актёрскому составу в роли Грейс Гудрич, а Паскаль перешла на роль исполнительного продюсера. В апреле 2023 года к актерскому составу присоединились Энди Макдауэлл, Кармен Эхого и Кевин Поллак. В том же месяце к актерскому составу присоединились Майкл Ури, Лаура Бенанти, Дэнни Деферрари и Пурна Джаганнатан. В мае в актерский состав вошла Вивьен Лира Блэр.
Съёмки начались в апреле 2023 года в Лос-Анджелесе.